# Рафаель Пумпеллі
Рафаель Пумпеллі варіант Пампелі (англ. Raphael Pumpelly; 8 вересня 1837, Овего, Нью-Йорк, США — 10 серпня 1923, Ньюпорт, Род-Айленд) — американський геолог, дослідник, мандрівник. Один із найвидатніших геологів і мінералогів свого часу.

## Біографія
Освіту здобув у Європі. У 1859 році закінчив Фрайберзьку гірничу академію у Німеччині. Слухав лекції у Ганноверській політехнічній школі. Після закінчення навчання багато подорожував гірськими районами Європи з метою практичного вивчення геології та основ металургії.
У 1860 році займався гірничими роботами в Аризоні. На запрошення урядів з 1861 до 1863 рік обстежив деякі райони Японії (острів Хоккайдо) та вугільні басейни північного Китаю. Пумпеллі вперше зробив великі геологічні дослідження у Китаї. Після цього здійснив перший широкий огляд пустелі Гобі, який став одним з найперших професійних і наукових геологічних робіт, які коли-небудь проводились у Китаї. Досліджував степи Монголії та Сибір.
Захопившись проблемою новітніх змін фізико-географічних умов Азії: гірських піднять, коливань клімату і т. д., а також їхнього впливу на історію народів, пізніше організував американську експедицію інституту Карнегі до Туркестану. Учасником цієї експедиції був Е. Хантінгтон. Під час експедиції 1903 року на півдні Туркменістану в Енева за 8 км на південний схід від Ашхабада він виявив залишки цивілізації віком 4500 років до н. е.
Пізніше був професором гірничої справи у Гарвардському університеті. На діяльність Пумпеллі вплинули роботи Луї Агассіза, одного з основоположників гляціології. З 1870 до 1871 рік провів геологічне обстеження району залягання міді у Мічигані, з 1871 року три роки займався дослідженнями Міссурі, підготувавши за підсумком «Попередню доповідь про залізні руди та вугільні поля» з атласом для доповіді Геологічній службі Міссурі (1873).
В 1881 році він організував трансконтинентальне обстеження для Північної Тихоокеанської залізниці.
У 1894 році він вперше позначив складчастість волочіння.
У 1870 році його обрали в Американську академію мистецтв і наук, у 1872 році — став членом Національної академії наук США. У 1905 році Пумпеллі обрали президентом Геологічної служби США.
Провів цілу низку геологічних досліджень, від керівництва розробкою срібних копалень в Аризоні до консультацій урядів Японії та Китаю.

## Сім'я

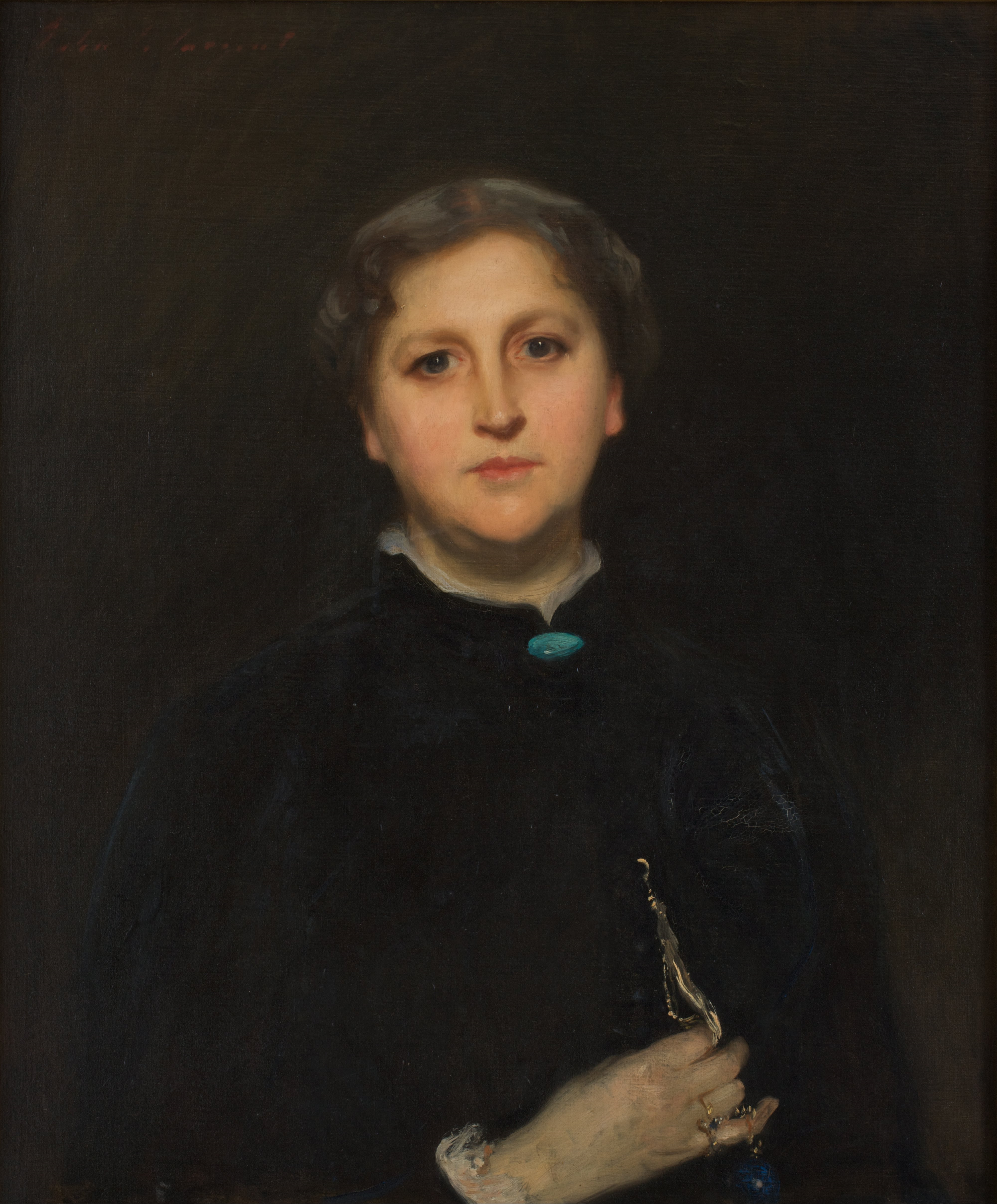
Портрет Еліза Пумпеллі. Д. Сарджент, 1887

Пумпеллі одружився 20 жовтня 1869 році у Дорчестері (Массачусетс) з Елізою Френсіс Шепард (14 березня 1840, Дорчестер — 5 лютого 1915, Ньюпорт, Род-Айленд). Вона була дочкою Отіса Шепарда й Енн Поуп. Її сестра, Ребекка Кеттель Шепард, стала дружиною автора та видавця Джорджа Гейвена Патнема, старшого сина видавця Джорджа Палмера Патнема та Вікторини Гейвен Патнем. Ребекка та Джордж стали батьками Берти Гейвен Патнем, історикині Середньовіччя. Інша її сестра, Люсі Елізабет Шепард, дружина преподобного доктора Томаса Гілла, сина Томаса Гілла, президента Антіохійського коледжу з 1860 до 1862 рік, а з 1862 до 1868 рік — президента Гарвардського університету, та Генріетти Баркер.
Рафаель й Еліза були батьками п'ятьох дітей. Їхня дочка, Еліз Пумпеллі, була дружиною Томаса Гендасіда Кебота, сина Джеймса Елліота Кебота та Елізабет Двайт. Він був правнуком Томаса Гандасіда Перкінса та троюрідним племінником Вільяма Морріса Ганта, американського художника. Еліза та Томас були батьками трьох дітей: Томаса Гендасіда Кебота, Елізабет Двайт Кебот (молодшої), дружини Генрі Голта-молодшого (сина Генрі Голта), засновника видавництва Генрі Голт та Компанія та Флоренс Табер) і Полін Кебот, дружини Джорджа Пірса Меткалфа, син Стівена Олні Меткалфа.

## Пам'ять
На честь американського геолога Рафаеля Пумпеллі у 1925 році назвали мінерал — пумпелліїт.